# Зорица Нушева
Зорица Нушева (на македонска литературна норма: Зорица Нушева) е северномакедонска актриса.

## Биография
Родена е в Царево село. Първите си стъпки в театъра прави с рецитали в училищния театър и като певица в хор. В 2007 година завършва драма във Факултета за драматични изкуства на Скопския университет. Нушева работи главно в театъра и основно в комедийни пиеси. Членка е на Скопската комедийна театрална трупа. Играе на сцената на театър „Комедия“. В 2019 година прави своя филмов дебют в известния северномакедонски филм „Бог съществува, нейното име е Петруния“ на Теона Митевска. Филмът е социална сатира, в която Нушева играе главната роля на разочарована, безработна северномакедонка, която нелегално се намесва в религиозна процесия, запазена само за мъже - вади кръста от ледените води на Богоявление. Нушева е женена и живее в Скопие. Има две деца.

## Филмография
- „Бог съществува, нейното име е Петруния“ (2019)